# Islamic Propagation Centre International
Het Islamic Propagation Centre International (IPCI) is een oorspronkelijk Zuid-Afrikaanse organisatie die zich bezighoudt met het verspreiden van informatie over de islam. De organisatie is opgericht door Ahmed Deedat (1918 - 2005).